# Thad Jones
Thaddeus Joseph Jones (Pontiac, Michigan, 1923. március 28. – Koppenhága, 1986. augusztus 20.) amerikai dzsessztrombitás, zeneszerző, zenekarvezető, „minden idők egyik legnagyobb trombita-szólistája”.
Most hallottam életem legjobb trombitását ... ez az ember egy Bartók, aki ceruza helyett a trombitabillentyűkkel operál.

## Pályakép
Thad Jones Hank Jones zongorista és Elvin Jones dobos testvére volt. 1956-ban a Down Beat magazin Új csillagok kategóriájában első díjat nyert a nemzetközi kritikusok szavazataival. Count Basie nagyzenekarában játszott. 1960-ban már harmadiknak számított a trombitás-listán. Ez időben már Thelonious Monk és Sonny Rollins mellett is szerepelt.
Kiváló trombitás volt, aki leginkább kornetton és szárnykürtön szeretett játszani.
Hangszerelőként, komponistaként is nagyszerű volt. Például Count Basie zenekara számára készített hangszereléseket, de azokat Basie túlontúl modernnek tartotta.

## Díjak
- Grammy-díj: 1978: for their album Live in München
- 1978: A Live in Munich; Best Large Jazz Ensemble Performance